# Карельський муніципалітет
Карельський муніципалітет (груз. ქარელის მუნიციპალიტეტი) — адміністративна одиниця мгаре Шида Картлі, Грузія. Адміністративний центр — місто Карелі.

## Населення
Станом на 1 січня 2014 чисельність населення муніципалітету склала 41 315 мешканців.
| Грузини | Азербайджанці | Осетини | Вірмени | Росіяни |
| 93,6%   | 2,7 %         | 2,3 %   | 0,8 %   | 0,2%    |